# Erica Rose
Erica Lara Rose (Cleveland, 6 luglio 1982) è una nuotatrice statunitense.

## Carriera
Specializzata nel nuoto di fondo, si è laureata campionessa del mondo nella 5 km sia a squadre che individuale.

## Palmarès
- Mondiali

Perth 1998: oro nei 5 km e nei 5 km a squadre.